# Heinz Delam
Heinz Delam Lagarde (Burdeos, 1950) es un novelista español.

## Biografía
Hijo de madre española y padre alemán, repartió su infancia entre varios países: Francia, Alemania y España, los cuales vivió hasta los siete años en Francia y luego vivió en España desde el 1957 hasta el 1962. A los doce años dio el salto definitivo que lo convertiría en nómada, cuando se trasladó junto a su familia al recién independizado Congo Belga (luego llamado Zaire y en la actualidad República Democrática del Congo). Allí permaneció durante diez largos años que cambiarían su visión del mundo y hasta su manera de enfocar la vida; se contagió de los misterios y maravillas de la propia naturaleza y de las historias narradas por los ancianos, casi siempre de noche y alrededor de la hoguera, en alguna aldea remota y sin nombre.

## Características de su obra
Ya en España, su inagotable afición a la lectura y la evocación de aventuras vividas se fundieron en una serie de relatos que invitan al lector a sumergirse en un mundo de sensaciones nuevas, a caballo entre una realidad desconocida y una fantasía sorprendente.

## Obra
- La maldición del brujo-leopardo (1995, Editorial Bruño)
- La selva prohibida (1997, Editorial Bruño)
- Likundú (1999, Editorial Bruño)
- La sima del Diablo (2002, Editorial Alfaguara)
- Mundo Arcano (2005, Editorial SM)
- La noche de las hienas (2006, Editorial Bruño)

- La casa de los sueños olvidados (2015, Editorial Edelvives)

## Premios y distinciones
2015  PREMIO ALANDAR de NARRATIVA JUVENIL por La casa de los sueños olvidados.
2011 FINALISTA del PREMIO ALANDAR de NARRATIVA JUVENIL por El santuario del pájaro elefante.
2002 PREMIO JAÉN de NARRATIVA INFANTIL Y JUVENIL por La sima del Diablo.
1998 LISTA DE HONOR PREMIO CCEI por La selva prohibida.
1996 LISTA DE HONOR PREMIO CCEI por La maldición del brujo-leopardo.